# Bitwa pod Nakolią
Bitwa pod Nakolią (Tiatyrą) – starcie zbrojne, które miało miejsce w roku 366 n.e. w czasie uzurpacji Prokopiusza przeciwko cesarzowi Walensowi.
Dnia 28 września 365 wykorzystując zaangażowanie cesarza Walensa w wojnie perskiej, przewrotu dokonał Prokopiusz, który pozyskał do swojej sprawy wielu oficerów i żołnierzy. Na wieść o tym Walens zawrócił, kierując się ku zajętej przez uzurpatora Nicei. Po drodze podjął nieudany szturm na Chalkedon, co skłoniło go do wycofania się do Ankary. Pomimo zajęcia Bitynii, Prokopiusz cierpiał na brak pieniędzy, którymi mógł opłacić zarówno swoją armię jak i greckich najemników. 
W roku 366 na stronę Walensa przeszedł Arbition – naczelnik jazdy Prokopiusza. Cesarz podjął wtedy kolejną ofensywę w Azji Mniejszej, pokonując siły Prokopiusza w Licji pod wodzą Gomoariusza. Sukces ten ułatwił Walensowi marsz do Frygii, gdzie w rejonie Nakolii (Tiatyry) doszło do decydującej bitwy z wojskami Prokopiusza. Zwycięstwo przypadło w udziale Walensowi, na którego stronę przeszła znaczna część wojsk uzurpatora. Prokopiusz dostał się do niewoli, a dnia 27 maja 366 z rozkazu cesarza został stracony. Podobny los spotkał zwolenników uzurpatora, wielu z nich zgładzono, a ich majątki skonfiskowano.